# Gersfeld (Rhön)
Gersfeld (Rhön) è una città tedesca di 5 516 abitanti, situata nel land dell'Assia.